# Program FIRE

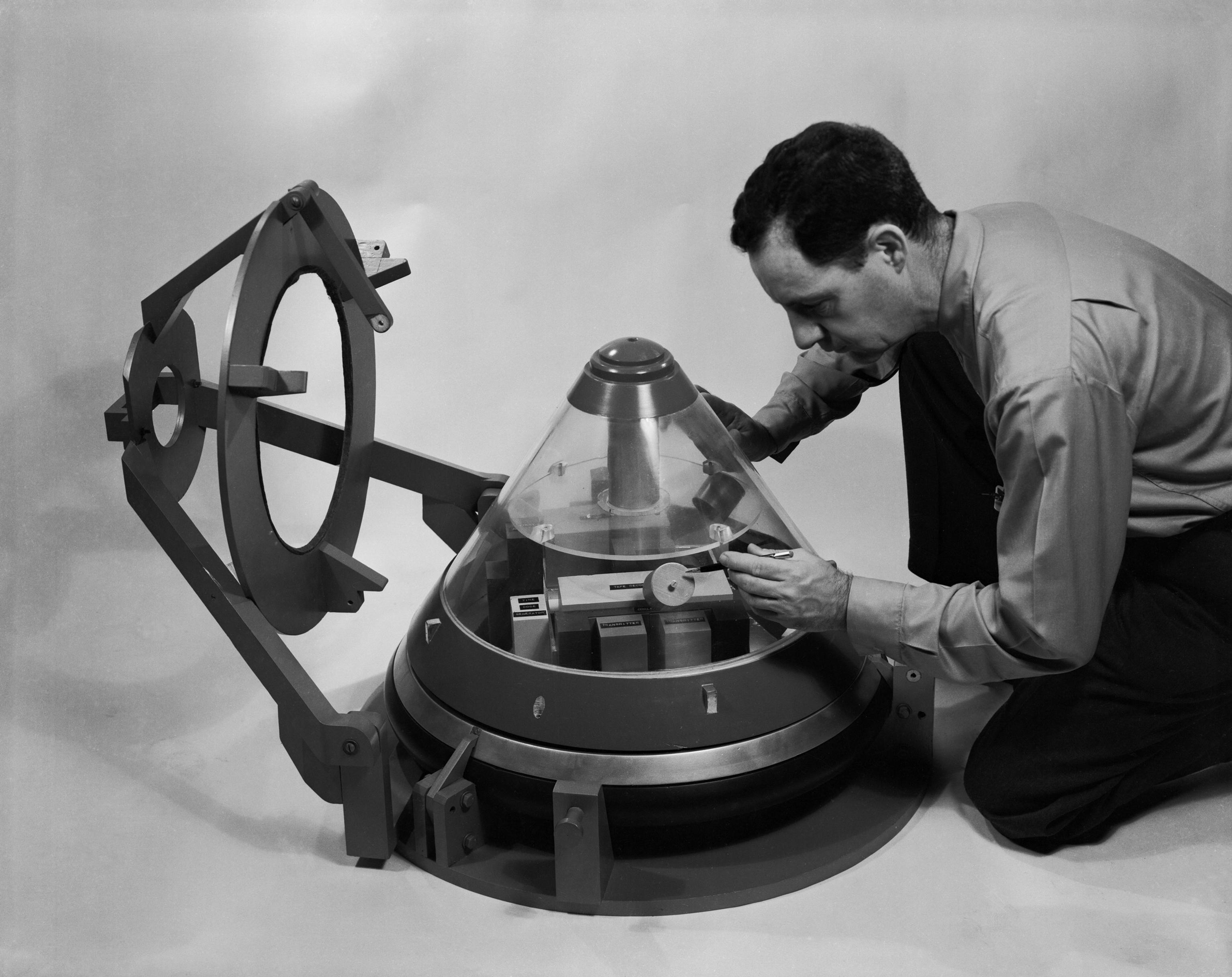
Prace nad jedną z makiet kapsuły powrotnej

Program FIRE – program badawczy NASA zainicjowany 18 lutego 1962 na potrzeby programu Apollo, mający za zadanie określenie parametrów materiału osłony termicznej statku oraz zbadanie przerwy komunikacyjnej występującej w trakcie ponownego wchodzenia w atmosferę z dużymi prędkościami. Pozyskane dane wsparły prace nad załogowymi i bezzałogowymi misjami księżycowymi. Eksperymenty prowadziło Langley Research Center.

## Chronologia

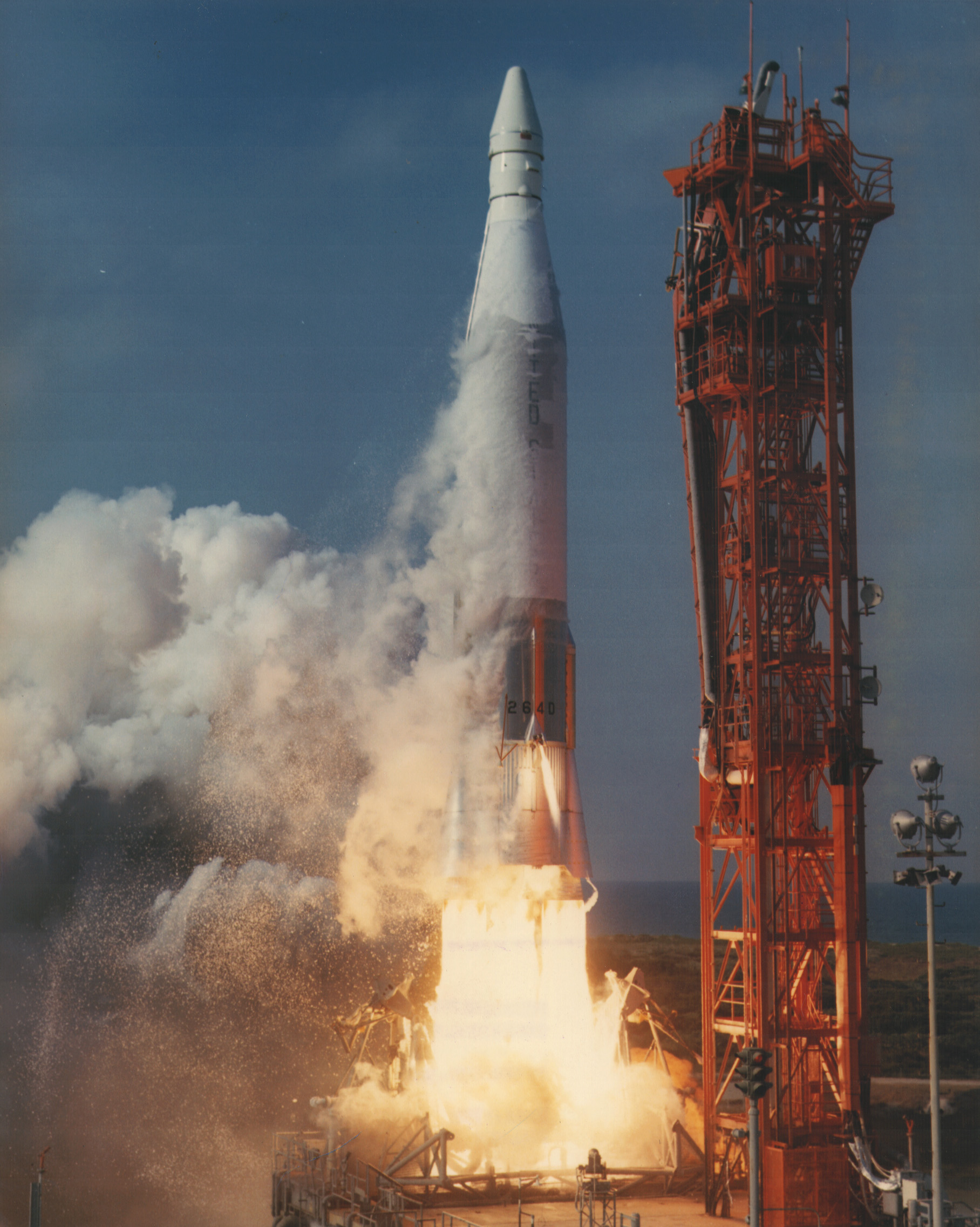
Start misji FIRE 2

- 18 lutego 1962 – zainicjowano program
- 29 marca 1962 – NASA przyznała kontrakt o wartości 5 mln USD firmie Republic Aviation Corporation (RAC) na budowę dwóch modeli kapsuł powrotnych. Republic wybrano spośród 8 firm, które złożyły oferty 12 marca. Ówczesny plan programu zakładał testy w połowie 1963
- 25 października 1962 – Republic Aviation Corporation wybrało Radio Corporation of America (RCA) na konstruktora systemu łącznościowego
- 27 listopada 1962 – NASA przyznała kontrakt o wartości 2,56 mln USD firmie Ling-Temco-Vought Inc. (LTV) na opracowanie układu przyspieszania kapsuły
- 17 grudnia 1962 – RAC rozpoczyna budowę kapsuł, których projekt ukończony jest w 95%
- 15 stycznia 1964 – Centrum Lotów Kosmicznych imienia George’a C. Marshalla i Bellcomm finalizują plan lotów testowych. Jeden test będzie badał parametry ablatora, a drugi będzie lotem długodystansowym badającym wpływ nagrzewania na ablator i struktury wspomagające
- 14 kwietnia 1964 – FIRE 1 – wystrzelony rakietą Atlas D 14 kwietnia 1964 o godz. 21:42 ze stanowiska nr 12 Centrum Lotów Kosmicznych imienia Johna F. Kennedy’ego

Model został wystrzelony ponad atmosferę, a powracając do atmosfery został dodatkowo przyspieszony do prędkości 40 501 km/h przez rakietę Antares 2 (rakieta pracowała 30 sekund). Dane o temperaturze przesyłane były na Ziemię radiowo. Maksymalna temperatura powierzchni statku osiągnęła 11 400 K. Około 32 minut po starcie statek spadł do Oceanu Atlantyckiego.
- 22 maja 1965 – FIRE 2 – wystrzelony rakietą Atlas D 22 maja 1965 o godz. 21:55 ze stanowiska nr 12 Centrum Lotów Kosmicznych imienia Johna F. Kennedy’ego

Podobnie jak w poprzednim locie, kapsuła została przyspieszona rakietą Antares 2 (odpalenie w 26. minucie lotu). Kapsuła weszła w atmosferę z prędkością 40 877 km/h, a maksymalna temperatura powierzchni statku osiągnęła 11 206 K. Sześć minut później spadła do Atlantyku, 8256 km na południowy wschód od Florydy.

## Przebieg misji
Ładunki misji stanowiły pomniejszone modele kapsuł powrotnych z przyrządami rejestrującymi temperaturę powierzchni osłony i wnętrza statku. Na tyle kapsuły umieszczona była rakieta na stały materiał pędny, Antares 2, która dodatkowo przyspieszała opadające na Ziemię kapsuły, aby osiągnęły prędkości podobne do kapsuł, które będą faktycznie wracać z misji księżycowych.
Wystrzeliwane były rakietami Atlas D na wysokość ok. 122 km. Następnie dołączony do kapsuły napęd rakietowy skierowywał ją na trajektorię powrotną (-15°) nadając jej prędkości rzędu 40 000 km/h. Przechodząca przez atmosferę kapsuła nadawała radiowo informacje z instrumentów pomiarowych, a następnie spadała do Atlantyku.